# (5641) McCleese
(5641) McCleese (1990 DJ) – planetoida z grupy przecinających orbitę Marsa okrążająca Słońce w ciągu 2,46 lat w średniej odległości 1,82 j.a. Odkryta 27 lutego 1990 roku.